# محمد خير بدوي
محمد خير بدوي (1927م_2018م) سياسي ووزير وضابط سوري من إدلب.

## النشأة
محمد خير بدوي من مواليد اريحا إدلب سنة  1927م. درس في مدارسها وبعدها انتسب الى الكلية العسكرية وتخرج منها 1950م. وتتدج في الرتب العسكرية وكانت اخرها رتبة عقيد.

## المناصب
عمل في الجيش واخذ عدة مناصب
- منتدب سوريا في القيادة العربية الموحدة.
- وزيراً للداخلية.[2][3][3][4][5]
- وزيراللتخطيط.[6][7]

## الوفاة
توفي محمد خير بدوي يوم الاحد 8 ربيع الاخر 1440ه الموافق 16 كانون الاول 2018م وصلي عليه في اليوم الثاني في جامع بدر في حي المالكي ودفن في مقبرة الدحداح.